# 塞爾勒斯普林斯 (伊利諾伊州)
塞爾勒斯普林斯（英語：Sailor Springs）是位於美國伊利諾伊州克萊縣的一個村落。

## 地理
塞爾勒斯普林斯的座標為38°45′49″N 88°21′40″W / 38.76361°N 88.36111°W，而該地最高點為海拔高度137米（即449英尺）。

## 人口
根據2010年美國人口普查的數據，塞爾勒斯普林斯的面積為0.64平方千米，當中陸地面積為0.64平方千米，而水域面積為0.00平方千米。當地共有人口95人，而人口密度為每平方千米148人。